# Scott Dann
Scott Dann (ur. 14 lutego 1987 w Liverpoolu) – angielski piłkarz występujący na pozycji obrońcy w angielskim klubie Reading.

## Kariera
Na początku swojej kariery Dann występował w klubie Walsall. Początkowo był wypożyczany do takich klubów jak Køge BK, Redditch United, Hednesford Town. Jednak później wrócił na dłużej do Walsall i częściej grał w podstawowym składzie. W 2008 przeniósł się do Coventry City. Jednak po roku znów zmienił klub, tym razem na Birmingham City.
31 sierpnia 2011 piłkarz przeniósł się do Blackburn Rovers. Podpisał z tym klubem kontrakt na 4 lata.
31 stycznia 2014 roku podpisał 3,5-letni kontrakt z Crystal Palace. 13 maja 2015 roku został wybrany najlepszym zawodnikiem w sezonie 2014/15.